# Tschechische Liga gegen den Bolschewismus

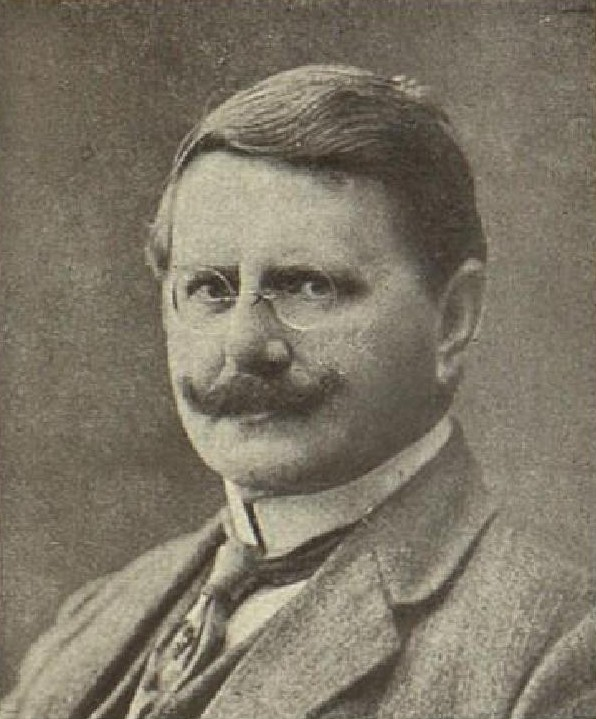
Josef Drachovský, Vorsitzender der Liga

Die Tschechische Liga gegen den Bolschewismus, tschechisch Česká liga proti bolševismu (ČLPB), war eine auf Betreiben der Behörden des Protektorats Böhmen und Mähren gegründete Organisation, die antisowjetische Propaganda betreiben sollte. Sie existierte von 1944 bis 1945.

## Geschichte
Die Liga wurde am 23. Januar 1944 in Prag auf Betreibern des Reichsministers Karl Hermann Frank mit der Aufgabe gegründet, Deutschland als Retter der europäischen Zivilisation herauszustellen und die antikommunistische und antisowjetische Propaganda weiterzuentwickeln. Der Anlass war die Unterzeichnung des Bündnisvertrages zwischen der Tschechoslowakei und der Sowjetunion im Dezember 1943 durch die Tschechoslowakische Exilregierung und die Sowjetunion. Die Liga war direkt dem Ministerium für Bildung und nationale Aufklärung unter der Leitung von Emanuel Moravec unterstellt. Die Liga konzentrierte sich auf die Organisierung von Vorträgen, Ausstellungen und Veranstaltungen; nach der Gründung bis zur Auflösung der Liga waren es 231 öffentliche Vorträge.
Zu den führenden Mitgliedern gehörte unter anderem Josef Drachovský (Vorsitzender), Josef Kliment, Karel Röhlich, Jan Malypetr (ehemaliger Ministerpräsident) oder Josef Bartoň. Es handelte sich um tatsächliche Kollaborateure wie den Journalisten Vladimír Krychtálek oder František Teuner, aber auch um viele andere, die der Organisation unter Zwang beitraten. Hier sind zu nennen beispielsweise selbst der Vorsitzende Drachovský, der Kontakte zum Widerstand hatte, ferner Václav Talich, Josef Šusta oder Karel Pešek. Einige Personen wurden in die Mitgliederliste ohne deren Kenntnis eingetragen.
Im Mai 1945 wurde die Liga aufgelöst.